# Wanty-Groupe Gobert/Saison 2015
Diese Liste beschreibt die Mannschaft und die Erfolge des Radsportteams Wanty-Groupe Gobert in der Saison 2015.

## Saison 2015

### Erfolge in der UCI Europe Tour
| Datum      | Rennen                          | Kat. | Fahrer            |
| ---------- | ------------------------------- | ---- | ----------------- |
| 5. Februar | 2. Etappe Étoile de Bessèges    | 2.1  | Roy Jans          |
| 18. April  | Tour du Finistère               | 1.1  | Tim De Troyer     |
| 7. Juni    | 3. Etappe Boucles de la Mayenne | 2.1  | Danilo Napolitano |
| 16. Juni   | Ronde van Limburg               | 1.1  | Bjorn Leukemans   |
| 23. August | GP Jef Scherens                 | 1.1  | Bjorn Leukemans   |
| 26. August | Druivenkoers                    | 1.1  | Jérôme Baugnies   |
| 30. August | Schaal Sels Merksem             | 1.1  | Robin Stenuit     |

### Abgänge – Zugänge
| Zugänge           | Team 2014          | Abgänge            | Team 2015              |
| ----------------- | ------------------ | ------------------ | ---------------------- |
| Enrico Gasparotto | Astana Pro Team    | Laurens De Vreese  | Astana Pro Team        |
| Yannick Eijssen   | BMC Racing Team    | Jempy Drucker      | BMC Racing Team        |
| Marco Marcato     | Cannondale         | Thomas Degand      | IAM Cycling            |
| Simone Antonini   | Marchiol Emisfero  | Michel Kreder      | Roompot Oranje Peloton |
| Tom Devriendt     | Team 3M            | Wesley Kreder      | Roompot Oranje Peloton |
| Boris Dron        | Wallonie-Bruxelles | Kevin Seeldraeyers | Torku Şekerspor        |
| Lander Seynaeve   | Neoprofi           | Jérôme Gilbert     | Vérandas Willems       |
|                   |                    | Grégory Habeaux    | Wallonie-Bruxelles     |
|                   |                    | Nico Sijmens       | Karriereende           |

### Mannschaft
| Name                | Geburtstag         | Nationalität |
| ------------------- | ------------------ | ------------ |
| Simone Antonini     | 12. Februar 1991   | Italien      |
| Frederik Backaert   | 13. März 1990      | Belgien      |
| Jérôme Baugnies     | 1. April 1987      | Belgien      |
| Francis De Greef    | 2. Februar 1985    | Belgien      |
| Tim De Troyer       | 11. August 1990    | Belgien      |
| Tom Devriendt       | 29. Oktober 1991   | Belgien      |
| Boris Dron          | 17. März 1988      | Belgien      |
| Yannick Eijssen     | 26. Juni 1989      | Belgien      |
| Enrico Gasparotto   | 22. März 1982      | Italien      |
| Jan Ghyselinck      | 24. Februar 1988   | Belgien      |
| Roy Jans            | 15. September 1990 | Belgien      |
| Bjorn Leukemans     | 1. Juli 1977       | Belgien      |
| Marco Marcato       | 11. Februar 1984   | Italien      |
| Marco Minnaard      | 11. April 1989     | Niederlande  |
| Danilo Napolitano   | 31. Januar 1981    | Italien      |
| Frédérique Robert   | 25. Januar 1989    | Belgien      |
| Mirko Selvaggi      | 11. Februar 1985   | Italien      |
| Lander Seynaeve     | 29. Mai 1992       | Belgien      |
| Kévin Van Melsen    | 1. April 1987      | Belgien      |
| James Vanlandschoot | 26. August 1978    | Belgien      |
| Frederik Veuchelen  | 4. September 1978  | Belgien      |
| Stagiaires          | Stagiaires         | Nationalität |
| Romain Barroso      | Romain Barroso     | Frankreich   |
| Kevin Callebaut     | Kevin Callebaut    | Belgien      |
| Robin Stenuit       | Robin Stenuit      | Belgien      |